# John Fury
John Fury (Galway, 22 maggio 1964) è un pugile irlandese.
È il padre del due volte campione del mondo di boxe dei pesi massimi Tyson Fury e del personaggio televisivo e pugile professionista Tommy Fury, nonché zio del pugile peso massimo Hughie Fury.
Fury è nato il 22 maggio 1964 a Tuam, Galway, in Irlanda, da una famiglia di origini viaggiatori irlandesi . A quattro anni si trasferisce a Manchester, in Inghilterra, in quanto suo padre non riusciva a trovare lavoro nella nativa Irlanda.

## Carriera da pugile
La carriera di pugile professionista di Fury è durata otto anni, iniziando nell'aprile del 1987 e terminando nel giugno 1995. In totale, ha disputato 13 incontri.
Ha fatto il suo debutto professionale il 28 aprile 1987, perdendo contro il giocatore di rugby l Adam Fogerty ad Halifax. Fury vinse i suoi successivi sei incontri fino al pareggio con David Hopkins a Helsinki il 13 febbraio 1989 
Successivamente ha rimbalzato vincendo contro Michael Murray, un futuro sfidante al titolo britannico e Cesare Di Benedetto, un futuro sfidante al titolo italiano.
Tuttavia nel suo incontro successivo Fury subì una sconfitta per KO contro il futuro campione WBO Henry Akinwande .
Questa sconfitta fu seguita da un'assenza dal ring di quattro anni fino al 1995 contro l'ex avversario Steve Garber a Manchester, perdendo per KO dopo quattro round
Fury ha concluso la sua carriera con il punteggio di 8–4–1.

## Immagine pubblica
Fury è stato coinvolto in diverse situazioni mentre supportava suo figlio Tyson . Dopo che Tyson Fury ha sconfitto il campione in carica da 11 anni Wladimir Klitschko a Düsseldorf il 27 novembre 2015, John Fury ha criticato i media per la loro mancanza di fede, esortandoli a "smettere di essere yes men", e ordinando a tutti i presenti nella stanza di fare una standing ovation al figlio per il suo risultato.
Nella preparazione della rivincita di Tyson contro Deontay Wilder, Fury è stato coinvolto in un'accesa disputa con l'ex pugile dei pesi massimi David Haye . Fury ha dichiarato che Wilder sarebbe "distrutto" dato che Tyson non era più "debole come un gattino" a differenza del loro precedente controverso sorteggio. Ha riferito a BT Sport : "Un uomo quando è sotto pressione e si trova in una situazione difficile, si romperà", ed offrendo ad Haye una scommessa di £ 1.000.000 cosa che si verificò. Le invettive verbali di Fury spesso rasentano l'osceno; ad esempio, ha pubblicamente sminuito Deontay Wilder affermando che "non è adatto a portare il sospensorio di Anthony Joshua".
Più recentemente, Fury è apparso nella serie di documentari di ITV Tyson Fury: The Gypsy King che descrive in dettaglio la strada verso la rivincita di suo figlio con Wilder. Fury appare molte volte, ma la più nota è  una delle scene finali, che mostra la sua reazione dal vivo al combattimento guardato in televisione ai BT Studios.
Nel marzo 2022, John Fury è stato confermato come sponsor del sito di scommesse sportive Freebets.com.

## Condanne
Nel 2011, Fury è stato dichiarato colpevole di ferimento con l'intento di causare gravi lesioni personali per aver cavato un occhio ad un uomo durante una rissa nel 2010 avvenuta in un'asta di automobili. Condannato ad 11 anni di carcere, viene poi rilasciato nel febbraio del 2015 .

## Apparizioni nei media
Fury è apparso in diverse trasmissioni televisive britanniche, spettacoli dal vivo, programmi preregistrati e documentari.